# Станіславка (Накельський повіт)
Станіславка (пол. Stanisławka, нім. Zweidorf) — село в Польщі, у гміні Шубін Накельського повіту Куявсько-Поморського воєводства.
Населення — 118 осіб (2011).
У 1975-1998 роках село належало до Бидгощського воєводства.

## Демографія
Демографічна структура станом на 31 березня 2011 року:
|          | Загалом | Допрацездатний вік | Працездатний вік | Постпрацездатний вік |
| -------- | ------- | ------------------ | ---------------- | -------------------- |
| Чоловіки | 59      | 22                 | 33               | 4                    |
| Жінки    | 59      | 12                 | 33               | 14                   |
| Разом    | 118     | 34                 | 66               | 18                   |